# ۱۵ شعبان
۱۵ شعبان، پانزدهمین روز ماه شعبان در تقویم هجری قمری است.
در تقویم هجری قمری قراردادی این روز دویست و بیست و دومین روز سال است.

## زادگان
- ۲۵۵ ‐ حجت بن الحسن (مهدی)، دوازدهمین امام شیعیان[۱]
  - رجوع کنید به: نیمه شعبان

- ۸۵۲ - ابن فرفور دمشقی، قاضی، فقیه شافعی و شاعر شامی .
- ١٢١٩ - ملا محمد اشرفی (متوفی ١٣١٥) - مرجع تقلید و فقیه شیعه قرن [۲]١٣

## مناسبت‌ها
در ایران:
- روز جهانی مستضعفان[۱]
- روز سربازان گمنام امام زمان[۳]

## درگذشت‌ها
- ۵۵۶ - فاطمه فضل مروزی، محدث خراسانی ایرانی.
- ۱۳۸۷ - امجد زهاوی، فقیه و قاضی شرعی عراقی.